# 洛迪王朝
洛迪王朝（1451年－1526年）是德里蘇丹國第五個王朝，其創建者為普什图人巴赫魯爾·洛迪(吉爾查伊部落)。
巴赫魯爾·洛迪原為賽義德王朝的西尔欣德地方總督。1451年，巴赫魯爾奪取了德里，建立洛迪王朝。王朝共歷3代蘇丹，管轄範圍包括今旁遮普、北方邦等地區。1526年，莫卧兒帝國巴卑尔在第一次帕尼帕特战役擊敗洛迪王朝，蘇丹易卜拉欣·洛迪陣亡，巴卑尔大軍隨後攻入德里，洛迪王朝滅亡。